# Districte de Sitapur
El districte de Sitapur (hindi सीतापुर जिला) és un dels districtes d'Uttar Pradesh a l'Índia, dins la divisió de Lucknow. La capital és Sitapur. La superfície és de 5.743 km² i la població de 3.619.661 (cens del 2001).

## Administració
Està dividit en sis tehsils
- Sitapur
- Biswan
- Mishrikh
- Laharpur
- Mahmoodabad
- Sidhauli

I 19 blocks
Pisawan
Maholi
Mishrith
Macheretha
Gondalamau
Ailiya
Hargaon
Parsendi
Khairabad
Laharpur
Behta
Reusa
Sakaran
Biswan
Kasmanda
Sidhauli
Pahla
Mehmoodabad
Rampur Mathura

## Història
Les llegendes connecten diversos llocs amb relats del Mahabharata i el Ramayana. Al començament del segle XI hi hauria operat el ghazi Sayyid Salar Masud; els rajputs van prendre peu progressivament a la zona. Quan els rajputs van arribar dominaven el país els pasis que foren eliminats o expulsats. Sota els primers sultans de Delhi el territori formava part del govern de Bahraich però en realitat el governador hi exercia poca o cap autoritat. Al segle XV va passar al sultanat de Jaunpur. Vers el 1527 Humayun va ocupar Khairabad, aleshores la capital de la comarca però no fou fins a la pujada al tron d'Akbar el Gran que el domini mongol es va establir expulsant als afganesos. Va formar part de quatre sarkars: Khairabad, Bahraich, Oudh i Lucknow, tots situats a la suba d'Oudh. Khairabad fou tinguda per un temps pels rebels de l'Oudh el 1567, però després, en la resta del domini mogol, i més tard amb els nawabs d'Oudh no fou teatre de fets rellevants. Al començament del segle XIX estava governat per Hakim Mahdi Ah Khan, el misnistre de Nasir al-Din Haidar. Fou annexionat amb l'Oudh el 1856 i la ciutat de Sitpaur fou escollida com seu del govern d'un dels districtes i la de Mallanpur d'un altra (entre el Chauka i el Gogra).
El 1857 tres regiments d'infanteria i un de policia militar foren aquarterats al cantonment; el 3 de juny es van amotinar i van disparar als oficials molts dels quals van morir i també funcionaris civils i esposes i fills quan fugien; molts dels fugitius no obstant van poder arribar a Lucknow mentre altres van quedar protegits per zamindars lleials. El 13 d'abril de 1858 Sir Hope Grant va derrotar els rebels prop de Biswan i abans de final d'any l'orde havia estat restablert i el domini totalment controlat pels britànics. El districte es va reorganitzar i el districte de Mallanpur fou suprimit.
El districte britànic tenia una superfície de 5.828 km². Els rius principals eren el Gumti i el Karaulia o Gogra, que formaven els límits occidental i oriental; altres rius eren el Kathna, el Sarayan (amb els tributaris Beta i Gond), afluents del Gumti, i el Chauka, branca del Sarda. Inicialment va formar part de la divisió de Sitapur pel 1901 fou traslladada a la de Lucknow.
Al final del segle el districte tenia 9 ciutats (la principal la municipalitat de Sitapur que era la capital, seguida de Khairabad, segona ciutat i l'altra municipalitat del districte) i 2.302 pobles. La població era:
- 1872: 932.959
- 1881: 958.251
- 1891: 1.075.413
- 1901: 1.175.473

Administrativament estava dividit en quatre tehsils:
- Sitapur
- Biswan
- Sidhauli
- Misrikh

El 85% de la població era hindú i el 15% musulmans. La llengua comuna era el awadhi. Les castes principals eren els chamars, pasis, bramans, ahirs, kurmis, lodhas, muraos i rajputs. El 75% de la població vivia de l'agricultura.
El tahsil de Sitapur estava format per les parganes de Pirnagar, Khairabad, Ramkot, Sitapur, Laharpur i Hargam, amb una superfície de 1.476 km² i una població de 311.264 el 1901 amb 608 pobles. Les ciutats principals eren Sitapur (22.557 habitants el 1901), Khairabad i Laharpur.

## Arqueologia
- Taula de coure de Gobind Chand de Kanauj descoberta el 1855
- Edificis musulmans de Biswan i Khairabad
- Nimkhar, lloc de pelegrinatge.